# Шкарлет Сергій Миколайович
Сергі́й Микола́йович Шкáрлет (нар. 19 жовтня 1972 року, Коканд, Узбецька РСР) — міністр освіти і науки України з грудня 2020 до березня 2023 року, український економіст, науковець, доктор економічних наук, у наукових роботах якого виявлено плагіат. Колишній ректор Чернігівської політехніки (2010-2020), екс-заступник міністра освіти і науки України з питань євроінтеграції, тимчасовий в.о. міністра освіти і науки України (червень-грудень 2020 року). Лауреат премії «Академічна негідність» у номінації «Плагіатор-2020/21».

## Життєпис
Закінчив Ніжинську загальноосвітню школу, одержавши атестат про повну загальну середню освіту із золотою медаллю. Після закінчення школи у вересні 1989 року вступив на навчання до Київського політехнічного інституту на факультет прикладної математики за спеціальністю «Математичне забезпечення систем автоматизації», який закінчив у березні 1995 року, одержавши диплом спеціаліста, за фахом інженер-математик.
У жовтні 1995 року для здобуття другої вищої освіти вступив на денну форму навчання до Фінансово-економічного інституту при Чернігівському технологічному інституті за спеціальністю «Облік і аудит», який закінчив у червні 1996 року, одержавши диплом спеціаліста, за фахом економіст.
У жовтні 2000 року захистив дисертацію на здобуття наукового ступеня кандидата економічних наук на тему «Економічне управління інноваційною підприємницькою діяльністю в галузі створення програмного забезпечення» за спеціальністю 08.06.02 — «Підприємництво, менеджмент та маркетинг» у спеціалізованій вченій раді Д26.006.04 Київського національного економічного університету.
У 2003 році отримав вчене звання доцента по кафедрі економетрії, обліку й аудиту.
У січні 2008 року захистив дисертацію на здобуття наукового ступеня доктора економічних наук на тему «Формування економічної безпеки підприємств засобами активізації їх інноваційного розвитку» за спеціальністю 08.00.04 — «Економіка та управління підприємствами» у спеціалізованій вченій раді Д26.006.03 ДВНЗ «Київський національний економічний університет імені Вадима Гетьмана».
У жовтні 2008 року отримав звання професора по кафедрі менеджменту.
Одружений, має дочку.

## Трудова діяльність
З квітня по вересень 1995 року працював інженером-конструктором Ніжинського НВК «Прогрес».
З липня 1996 року по серпень 1996 року обіймав посаду асистента кафедри менеджменту в Чернігівському технологічному інституті. З вересня 1996 року по травень 1998 року був викладачем кафедри економетрії обліку і аудиту в Чернігівському технологічному інституті. З червня 1998 року по квітень 2001 року працював старшим викладачем кафедри економетрії обліку і аудиту в Чернігівському державному технологічному університеті.
З червня 1999 року по липень 2003 року працював проректором з навчально-виховної роботи в Чернігівському інституті інформації, бізнесу і права Міжнародного науково-технічного університету імені академіка Юрія Бугая (за сумісництвом). З квітня 2001 року по липень 2003 року обіймав посаду доцента кафедри економетрії обліку і аудиту в Чернігівському державному технологічному університеті. У липні 2001 року став ректором Чернігівського інституту інформації, бізнесу і права Міжнародного науково-технічного університету імені академіка Юрія Бугая. У вересні 2006 року обійняв посаду професора кафедри менеджменту цього вишу.
У травні 2010 року став ректором Чернігівського державного технологічного університету.

### Т. в. о. міністра освіти і науки України
У червні-серпні 2020 року в опублікованих наукових роботах та докторській дисертації Шкарлета було виявлено великі обсяги плагіату. Через це низка науковців 6 червня 2020 року виступила із заявою проти його можливого призначення на посаду міністра освіти і науки України. У Дніпрі та ще 10 інших містах країни пройшли протести проти призначення Шкарлета. Незважаючи на це, 17 червня прем'єр-міністр Денис Шмигаль вніс до Верховної ради проєкт постанови щодо призначення Шкарлета міністром. Натомість профільний комітет Ради не підтримав призначення.
25 червня 2020 року, уряд призначив Шкарлета заступником міністра освіти і науки з питань європейської інтеграції та поклав на нього тимчасово виконання обов'язків міністра освіти і науки України в уряді Дениса Шмигаля. Відмову підтримувати Шкарлета профільним парламентським комітетом Шмигаль пояснив тим, що «як такої відмови парламенту не було», утримавшись від подальших пояснень. Згодом Шмигаль заявив, що Шкарлет перебуває на випробувальному терміні на кілька місяців.

### Призначення на посаду міністра освіти і науки
17 грудня 2020 року ВРУ мінімальною більшістю призначила Шкарлета міністром освіти і науки, при цьому профільний комітет ВР знову, як і під час попередньої спроби внесення цієї кандидатури (у червні 2020), не підтримав її, і рішення передали на розсуд сесійної зали.
У процесі обговорення кандидатури Шкарлета депутати знову поверталися до численних фактів плагіату в його наукових працях. Голосування й подальше складання присяги Шкарлетом супроводжувалося вигуками «Ганьба!» і «Геть!». Народний депутат від фракції «Голос» Інна Совсун заявила, що під час голосування за призначення Сергія Шкарлета очільником МОН система «Рада» відобразила голоси деяких депутатів фракції ОПЗЖ, яких фізично не було в сесійній залі парламенту. Невдовзі Офісом Генпрокурора була відкрита справа за кнопкодавство. У лютому 2021 року, депутат Ярослав Железняк повідомив, що відео з зафіксованим фактом неособистого голосування начебто зникло.
Призначення Шкарлета на посаду міністра освіти і науки України супроводжувалося шаленими процесами та хвилею обурень населення по всій країні. "З гаслом «Нам не потрібен такий міністр!» на вулиці вийшли студенти, науковці і освітяни по всій Україні, в тому числі у містах Київ, Львів, Миколаїв, Тернопіль, Хмельницький, Луцьк, Вінниця, Житомир, Суми, Чернівці, Харків, Одеса, Чернігів, Кривий Ріг та інших.
У березні 2021 року 45 народних депутатів звернулись з конституційним поданням до Конституційного Суду України, оскарживши постанову про призначення Шкарлета міністром у зв'язку з кнопкодавством. 24 березня Колегія суддів КС відмовилася відкривати провадження у цій справі, і вирішила передати це питання на розгляд Великої палати Суду.
У березні 2023 року Шкарлет подав у відставку з посади міністра.

## Політика
За власними словами, 2004 і 2010 року підтримував на президентських виборах Віктора Януковича та Партію регіонів. Балотувався до Чернігівської обласної ради від цієї партії в Деснянському районі м. Чернігова на місцевих виборах того ж року. Обраний депутатом Чернігівської облради каденції 2010—2015 років.
2015 року балотувався до Чернігівської обласної ради як представник Блоку Порошенка, але вибори програв.

## Статки
Сім'я має у власності квартиру в м. Чернігові. Станом на 2020 рік готівкою має 62 тис. $ і 85 тис. грн. За 2020 рік задекларував прибутки розміром 940,4 тис. грн: 483,4 тис. зарплати у Чернігівській політехніці та 440,2 тис. зарплати на посаді міністра.
За даними декларації 2020 року сім'я володіє трьома авто:
- Mitsubishi Pajero WAGON (2013 р.в, куплене у 2018);
- Ford Kuga Titanium (2013 р.в, куплене у 2018), у власності дружини;
- Toyota Land Cruiser 200 (2013 р.в, куплене у 2018).

Крім того, ЧНТУ (де Шкарлет працює ректором і може ним користуватися) у 2020 році купив автомобіль VW Amarok Volcano за 60 000 доларів.

## Плагіат в наукових роботах
У червні 2020 року був звинувачений у плагіаті.
Василь Садовий і Юрій Бойко проаналізували декілька його робіт, зокрема, монографію Шкарлета та інших авторів «Фінансові інструменти державної політики економічного розвитку в Україні» (С. М. Шкарлет, В. Г. Маргасова, О. М. Коркоц, Ю. В. Ружицький), обсягом у 202 сторінки. У ній були значні фрагменти тексту зі статті авторства Тетяни Бугай «Методичні підходи до оцінки ефективності бюджетного процесу в Україні», яка вийшла у 2015 році, на три роки раніше. За результатами аналізу іншої статті — «Фінансові інструменти державної політики економічного розвитку: європейський досвід» (авторка Оксана Апарова) — встановлено, що майже весь її текст було переписано до монографії С. Шкарлета. Жодного посилання на ці праці інших авторів (чи згадки про них) у Шкарлета немає. В одній зі статей, що лягла в основу докторської дисертації Шкарлета («Теоретичні основи формування економічної безпеки підприємств»), було виявлено 87 % плагіату — 7 сторінок із 8 Текст було списано зі статті російської дослідниці Людмили Гончаренко (Гончаренко Л. П. ) «Процесс обеспечения экономической безопасности предприятия» (журн. Справочник экономиста, 2004, № 12) та з підручника «Економіка підприємства» за редакцією С. Ф. Покропивного. При цьому в розділі Посилання він дає посилання на сайт «Українські реферати».
Сам Шкарлет звинувачення у плагіаті заперечує. Навіть у разі безсумнівного встановлення плагіату в його працях він відкидає будь-які наслідки для себе, заявляючи: «А яке там може бути сьогодні, згідно з законодавством, покарання? У нас що: визначені якісь нормативи? Визначені якісь взагалі рішення по плагіату? Сьогодні це взагалі такий предмет спекуляцій, цей плагіат».
На початку липня 2020 року прем'єр-міністр Денис Шмигаль заявив, що уряд проведе розслідування наявності плагіату, але станом на 9 вересня розслідування так і не проведено. Після цього Сергій Квіт, голова Національного агентства із забезпечення якості вищої освіти, яке мало розслідувати звинувачення у плагіаті Шкарлета, заявив, що МОН намагається ліквідувати його агентство..
11 вересня 2020 року етичний комітет Національного агентства із забезпечення якості вищої освіти ухвалив рішення про виявлення плагіату в роботах Сергія Шкарлета. Окрім нього, наявність плагіату підтвердили три незалежні міжнародні експерти із США, Чехії та Польщі, які проаналізували уривки робіт, перекладені англійською мовою.
Шкарлет подав позов проти Національного агентства із забезпечення якості вищої освіти до Окружного адміністративного суду міста Києва, в якому вимагав «визнати протиправними дії відповідача щодо встановлення наявності текстових запозичень без посилання на джерело» у низці його наукових робіт. Суд першої інстанції ухвалив рішення на користь чиновника. На початку квітня 2021 року в Нацагентстві заявили, що збираються це рішення оскаржувати в апеляції і пояснили, що воно не набрало чинності і навіть не було надіслане відповідачу. Нацагентство програло апеляцію, зокрема через те, що на момент вчинення плагіату цього поняття не було визначено законодавством, а також через відсутність чітких внутрішніх процедур при перевірці Комітетом з питань етики Нацагенства дисертацій на наявність у ній академічного плагіату. 6 вересня 2021 року Касаційний адміністративний суд прийняв до розгляду касаційну скаргу Нацагентства.

## Критика діяльності
4 лютого 2022 року, біля будівлі Кабінету Міністрів України в Києві на протест вийшли студенти НаУКМА, які вимагали відставки керівника Міністерства освіти і науки України Сергія Шкарлета після ситуації з виборами президента НаУКМА. Студенти заявляли, що страйкуватимуть до виконання їхньої вимоги.

## Відзнаки
- 2001 — лауреат конкурсу «Молодий науковець року» Чернігівської облдержадміністрації;
- 2008 — подяка голови Чернігівської облдержадміністрації;
- Заслужений діяч науки і техніки України (18 травня 2012) — «За вагомий особистий внесок у розвиток вітчизняної науки, зміцнення науково-технічного потенціалу України, багаторічну сумлінну працю»[55];
- Орден «За заслуги» ІІІ ступеня (25 червня 2016) — «За значний особистий внесок у державне будівництво, соціально-економічний, науково-технічний, культурно-освітній розвиток України, вагомі трудові здобутки та високий професіоналізм»[56];
- Державна премія України в галузі освіти (18 листопада 2017) — за роботу «Науково-теоретичні, методичні та технологічні аспекти комплексної ІТ — підтримки діяльності інноваційного університету» в складі колективу у номінації «Вища освіта»[57];
- Орден «За заслуги» ІІ ступеня (21 січня 2020) — «За значний особистий внесок у державне будівництво, соціально-економічний, науково-технічний, культурно-освітній розвиток Української держави, вагомі трудові досягнення, багаторічну сумлінну працю»[58].